# Prime Minister
Premjer-ministr (ryska: Премьер-министр, "premiärminister"), internationellt Prime Minister, var ett ryskt pojkband. Idén bakom bandet var att bilda ett pojkband som inte endast var för tonåringar. Fyra manliga artister bildade gruppen 1997. 2000 slog de igenom med låten "Oriental Song", som länge toppade de ryska listorna.
Dmitry Lansky lämnade gruppen 2001 för att satsa på en solokarriär. Han var snabbt ersatt och bandet bestod därefter av Jean Grigoriev-Milimerov, Peter Jason, Vyacheslav Bodolika och Marat Chanyshev.
Den ryska televisionen bjöd in gruppen till Eurovision Song Contest 2002. Som tävlingsbidrag valdes låten "Northern Girl" och med den nådde de plats tio i finalen i Tallinn. Gruppen deltog även i den ryska uttagningen till Eurovision Song Contest 2008 med bidraget "Мы параллельные миры" ("My parallelnye miry") och slutade då på delad niondeplats av 27 bidrag.